# Robert Hoffman
Robert James Hoffman III (n. 21 septembrie 1985, Gainesville, Florida, SUA) este un actor, dansator și coregraf american. 

## Educație timpurie
Robert James Hoffman III sa născut în Gainesville, Florida , fiul lui Charlotte și Robert Hoffman al II-lea, și sa mutat cu familia sa la Madison, Alabama, când avea șapte ani.Are un frate mai mic, Chris, și două surori mai mici, Ashley și Lauren. A urmat liceul Bob Jones . El și-a descoperit pasiunea pentru dans după ce a văzut Thriller-ul lui Michael Jackson . A participat la Școala de Arte Frumoase din Alabama cu Charlie Griffin. 

## Carieră
În 2004, Hoffman a jucat în filmul " You Got Served as Max", un dansator principal în echipajul adversarului.  A jucat, de asemenea, în seria de televiziune de comedie a lui Nick Cannon , Wild 'n Out . În 2006, a jucat alături de Amanda Bynes în filmul She's the Man . 
În 2007, Hoffman a jucat rolul lui Bluto în filmul de groază Shrooms .  A jucat, de asemenea, rolul lui Clyde "Windmill" Wynorski în filmul de comedie National Lampoon's Bag Boy .  Hoffman a jucat în multe spectacole, cum ar fi American Dreams , Quintuplets , Vanished , CSI: Miami , Campus Ladies , Drop Dead Diva și Anatomia lui Gray . 
În 2008, a jucat în filmul Step Up 2: The Streets ca Chase Collins, o dansatoare talentată la Școala de Arte din Maryland (MSA).  În 2009, oaspetele său a jucat în familia ABC arată greacă ca fratele mai mare al Evan Chamber.  Pe 1 iunie 2008, Step Up 2: The Streets a câștigat Hoffman și co-star Briana Evigan un premiu MTV Movie for Best Kiss.  În 2008, el și Evigan au jucat în videoclipul lui Enrique Iglesias pentru single-ul " Push ", unde au reluat rolurile Step Up . 
Hoffman a apărut în filmul Aliens in the attic din 2009 ca Ricky.  În 2010, Hoffman a jucat rolul lui Chad Bower în filmul thriller de comedie Burning Palms .  Hoffman a apărut ca Garth în filmul de comedie muzicală BoyBand .  A jucat rolul lui Tyler "Dance Machine" Jones în filmul Take Me Home Tonight . 
A fost de asemenea prezentat în videoclipul lui Garfunkel și al lui Oates pentru piesa "Present Face".  La sfârșitul lunii ianuarie 2012, Hoffman a aterizat un rol recurent în cel de- al patrulea sezon al teatrului de teatru CW 90210 ca Caleb Walsh, student la școala de seminarcare studiază pentru a deveni preot. 
În 2014, Hoffman a jucat rolul lui Kevin Shepherd în drama indie Lap Dance alături de Briana Evigan , Ali Cobrin și Carmen Electra . Oaspetele lui Hoffman a jucat rolul lui Thad Callahan în emisiunea TV The Night Shift .  În 2016, el a avut un rol în filmul de comedie Amateur Night, regizat de Lisa Addario și Joe Syracus. 

## Filmografie
| An   | Titlu                           | Rol                         | notițe                             |
| ---- | ------------------------------- | --------------------------- | ---------------------------------- |
| 2003 | De la Justin la Kelly           | Dansator                    |                                    |
| 2003 | Gigli                           | Dansator de plajă           |                                    |
| 2004 | Ai fost servit                  | Max                         | Credit ca Robert James Hoffman III |
| 2004 | Dansul murdar: Havana Nights    | Dansator                    |                                    |
| 2005 | I?                              | Mai vechi David             | Scurt-metraj                       |
| 2005 | Antrenorul Carter               | Dansator                    |                                    |
| 2005 | Ghici cine                      | Dansator                    | Credit ca Robert James Hoffman III |
| 2006 | Ea este barbatul                | Justin Drayton              |                                    |
| 2007 | shrooms                         | Bluto                       |                                    |
| 2007 | Lampoon National Bag's Boy      | Clyde "Windmill" Wynorski   |                                    |
| 2008 | Filmul de ceapă                 | "Lollipop Love" dansatoare  | Credit ca Robert James Hoffman III |
| 2008 | Step Up 2: Străzile             | Chase Collins               |                                    |
| 2009 | Aliens in the Attic             | Ricky Dillman               |                                    |
| 2010 | Trupa de baieti                 | Garth                       |                                    |
| 2010 | Burning Palms                   | Chad Bower                  |                                    |
| 2011 | Du-mă acasă diseară             | Tyler "Dance Machine" Jones |                                    |
| 2013 | Viața vieții în spațiul spațial | Generalul Kocklian          | Scurt-metraj                       |
| 2014 | Dans in poala                   | Kevin Shepherd              |                                    |
| 2016 | Noaptea amator                  | Devon                       |                                    |

| An      | Titlu                                | Rol              | notițe                                      |
| ------- | ------------------------------------ | ---------------- | ------------------------------------------- |
| 2003    | American Dreams                      | Brian Wilson     | Episod: "Unde sunt băieții"                 |
| 2004    | quintuplets                          | Matt             | 3 episoade                                  |
| 2005-07 | Sălbatică                            | Variat           | 48 de episoade                              |
| 2006    | Modelul următor al Americii          | Se               | Episod: "Fata cu două rău"                  |
| 2006    | Dispărut                             | Adam Putnam      | Distribuție principală; 6 episoade          |
| 2006    | CSI: Miami                           | Brad Hoffman     | Episod: " Vino așa cum ești "               |
| 2006    | Campus Doamnelor                     | Evan             | Episod: "Webcam"                            |
| 2007    | Nick Cannon prezintă: Short Circuitz | Variat           | Sezonul 1, episodul 4                       |
| 2009    | greacă                               | Patrick Chambers | Episod: "Crevete mari și creveți"           |
| 2011    | Drop Dead Diva                       | Brian Pullman    | 3 episoade                                  |
| 2011    | Anatomia lui Gray                    | Ciad             | Episod: " Dragoste, pierdere și moștenire " |
| 2012    | 90210                                | Caleb Walsh      | 6 episoade                                  |
| 2014    | Schimbul de noapte                   | Thad Callahan    | 2 episoade                                  |

| An   | Titlu              | Rol              | notițe                                    |
| ---- | ------------------ | ---------------- | ----------------------------------------- |
| 2008 | Salonul de la Jace | Kinetsu Hayabusa | Episod: "Curt Schilling și Wimbledon !!!" |
| 2010 | Legenda lui Neil   | Căpitanul Lynel  | 2 episoade                                |

| An   | Titlu                                       | Rol     | notițe |
| ---- | ------------------------------------------- | ------- | ------ |
| 2003 | Piratii din Caraibe: Blestemul perlei negre | Schelet | Voce   |

## Premii
| An   | Adjudecare                     | Categorie                                                                                               | Muncă               | Rezultat |
| ---- | ------------------------------ | --- | ------------------- | -------- |
| 2004 | Premiul american de coregrafie | Performanțe remarcabile în coregrafie - Filmul de lung metraj (în comun cu Dave Scott și Shane Sparks ) | Ai fost servit      | Castigat |
| 2008 | Premiile MTV Movie             | Cel mai bun Kiss: (Împărțit cu Briana Evigan )                                                          | Step Up 2: Străzile | Castigat |